# Операция «Олимпийские игры»
Операция «Олимпийские игры» (англ. Operation Olympic Games) — тайная и до сих пор официально не подтвержденная операция кибервойны, направленная против иранских ядерных объектов со стороны США и, вероятно, Израиля. Является одним из первых примеров использования наступательного кибероружия. Начата была при президентстве Джорджа Буша в 2006 году, её проведение было ускорено при президенте Бараке Обаме, который внял совету Буша продолжать кибератаки на иранскую ядерную установку в Нетензе. Буш полагал, что данная операция была единственным способом предотвратить израильский удар по иранским ядерным объектам, подобный операции «Опера».

## История
Во время второго срока Д. Буша заместитель председателя Объединённого комитета начальников штабов генерал Джеймс Картрайт наряду с другими руководителями военной разведки представил Бушу компьютерную программу со сложным кодом, которая могла выступить в качестве наступательного кибероружия. «Целью было получить доступ к промышленным контроллерам завода в Нетензе … компьютерный код должен был быть введён в специализированные компьютеры, управлявшие центрифугами». Операция проводилась совместно с радиоэлектронной разведкой Израиля, подразделением 8200. Участие Израиля было важно для американцев, поскольку Израиль провёл «глубокую разведку операций в Нетензе, которая имела важное значение для успеха кибератаки». Кроме того, американские власти хотели «отговорить израильтян от нанесения собственных ударов по иранским ядерным объектам». Компьютерный вирус, созданный двумя странами, впоследствии стал известен ИТ-сообществу как Stuxnet. Благодаря использованию этого вируса удалось на некоторое время остановить около 1000 из 5000 центрифуг на заводе по обогащению урана в Нетензе.
По причине программной ошибки вирус, помимо компьютерной сети завода в Нетензе, распространился и в Интернете. Остается неясным, допустили эту ошибку американцы или израильтяне. Компании, работающие в сфере компьютерной безопасности, в частности, Symantec и Лаборатория Касперского, рассматривают данный вирус как Stuxnet.

## Значение операции
По сообщению Atlantic Monthly, операция «Олимпийские игры» является, «вероятно, самой значительной скрытой манипуляцией в электронной сфере со времен Второй мировой войны, когда криптоаналитики взломали шифр Энигмы». The New Yorker утверждает, что операция «Олимпийские игры» — «первый официальный акт кибердиверсии Соединённых Штатов против другой страны, если не считать обычных средств радиоэлектронной борьбы вроде тех, которые применялись во время вторжения в Ирак в 2003 году.» Поэтому «американские и израильские официальные действия могут выступать в качестве оправдания для других».
Washington Post, в свою очередь, сообщила, что компьютерный червь Flame также был составной частью операции «Олимпийские игры».